# Santokh Singh
Santokh Singh a/l Gurdial Singh (ur. 22 czerwca 1952 w Setapakrze) – malezyjski piłkarz, grający na pozycji obrońcy. Występował na Letnich Igrzyskach Olimpijskich 1972. Obok Mokhtara Dahariego, Soha China Auna i R. Arumugama najbardziej rozpoznawalny malezyjski piłkarz w historii.